# Cazals (Lot)
Cazals è un comune francese di 647 abitanti situato nel dipartimento del Lot nella regione dell'Occitania.

## Società

### Evoluzione demografica
Abitanti censiti